# Мигелон
Миге́ль Хуа́н Ла́мбрич (исп. Miguel Juan Llambrich; род. 18 января 1996, Бенидорм) — испанский футболист, правый защитник испанского клуба «Эльденсе».

## Клубная карьера
Мигелон родился в Бенидорме, Аликанте, Валенсия и начинал футбольную карьеру в местном клубе.
В 2006 году он присоединился к академии «Вильярреала». Он дебютировал в составе «Вильярреал C» 22 августа 2015 года, в гостевой игре против «Альсиры». 28 ноября 2015 года дебютировал в составе резервной команды против «Эльденсе».
Мигелон дебютировал за основную команду 3 декабря 2015 года в матче против клуба «Уэска» в Кубке Испании. 2 августа 2018 года Мигелон был переведён в основной состав.
11 июля 2019 года Мигелон был отдан в аренду «Уэске».
25 августа 2020 года Мигелон перешёл в «Эспаньол» на правах аренды.